# Odoacre Chierico
Odoacre Chierico est un footballeur italien né le 28 mars 1959 à Rome. Il évoluait au poste de milieu de terrain.

## Biographie
Odoacre Chierico commence sa carrière à l'Inter Milan en 1976.
Avec l'Inter, il remporte la Coupe d'Italie en 1978.
De 1979 à 1981, il est joueur du Pisa SC.
Il devient joueur de l'AS Roma en 1981.
Lors de la campagne de Coupe des clubs champions en 1983-84, il dispute sept matchs : lors de la finale perdue contre Liverpool, il entre en jeu en seconde période.
Il remporte à nouveau la coupe nationale en 1983-1984.
En 1985, Chierico est transféré à l'Udinese Calcio.
Il évolue sous les couleurs de l'A.C. Cesena (en) en 1988-1989.
Par la suite, il joue avec Ascoli Calcio.
Chierico évolue ensuite au sein des divisions inférieures italiennes jusqu'à la fin de sa carrière, défendant l'ASD Barletta et l'AS Gubbio.
Il raccroche les crampons en 1992.
Le bilan de la carrière de Chierico en championnat s'élève à 180 matchs disputés pour 10 buts inscrits en première division italienne. En compétitions européennes, il dispute sept matchs pour aucun but inscrit en Coupe des clubs champions, quatre matchs pour aucun but inscrit en Coupe des vainqueurs de coupe et 14 matchs pour deux buts en Coupe UEFA.

## Palmarès
| AS Rome - Championnat d'Italie (1) : - Champion : 1982-83. - Coupe d'Italie (1) : - Vainqueur : 1983-84. - Coupe des clubs champions : - Finaliste : 1983-84. |  | Inter Milan - Coupe d'Italie (1) : - Vainqueur : 1977-78. |